# Marcos Ferrufino
Marcos Rodolfo Ferrufino Pérez (Oruro, 25 aprile 1963 – Oruro, 25 giugno 2021) è stato un calciatore boliviano, di ruolo difensore.
È morto nel 2021 per complicazioni da Covid-19.

## Caratteristiche tecniche
Difensore, giocava come centrale.

## Carriera

### Club
Dopo aver giocato con 31 de Octubre e Always Ready, Ferrufino esordì in Liga del Fútbol Profesional Boliviano nella stagione 1985. Alla sua prima annata disputò ventidue incontri, ottenendo anche la vittoria nel campionato nazionale. Ferrufino si stabilì ben presto come titolare nel Bolívar, superando quota 250 presenze in massima serie e integrando i ranghi della formazione che raggiunse per sei volte il titolo LFPB tra il 1985 e il 1994. Una volta lasciato il Bolívar Ferrufino decise di passare al The Strongest, con cui disputò l'annata 1995; nel 1996 andò a rinforzare il San José della sua natia Oruro, club reduce dalla vittoria del campionato 1995. Nel 1998 tornò a La Paz, ancora al The Strongest, per poi chiudere la carriera nel 1999 con l'Unión Central.

### Nazionale
Nel 1989 venne incluso nella lista per la Copa América. Durante il torneo, però, non ebbe l'occasione per debuttare: due anni dopo fu nuovamente chiamato per la stessa competizione, stavolta in programma in Cile. Il commissario tecnico Blacut lo scelse come titolare della sua Nazionale, facendolo scendere in campo per la prima volta il 7 luglio contro l'Uruguay. Sempre nel suo abituale ruolo di centrale difensivo, Ferrufino disputò le altre tre gare giocate dalla propria selezione, non saltando un solo minuto della Copa.

## Palmarès

### Club

#### Competizioni nazionali
- Campionato boliviano: 6

Bolívar: 1985, 1987, 1988, 1991, 1992, 1994